# Parma Associazione Calcio 1996-1997
Questa voce raccoglie le informazioni riguardanti il Parma Associazione Calcio nelle competizioni ufficiali della stagione 1996-1997.

## Stagione

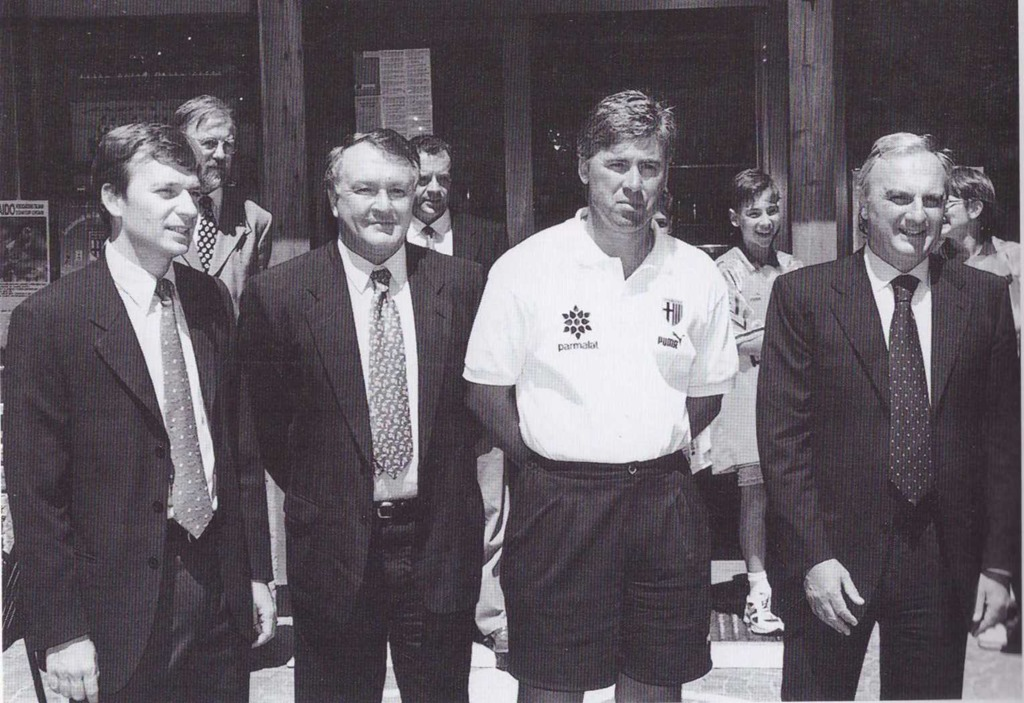
Parte del rinnovato Parma, ora sotto la gestione diretta dei Tanzi, nell'estate 1996; da sinistra: il presidente Stefano Tanzi, il dirigente Riccardo Sogliano, l'allenatore Carlo Ancelotti e il patron Calisto Tanzi

L'estate 1996 segnò una svolta nella storia parmigiana, con l'ingresso diretto della famiglia Tanzi, fin lì solo sponsor e azionista di maggioranza, nella gestione della società: sul piano dirigenziale furono denefestrati senza troppi complimenti i due maggiori artefici dell'escalation ducale d'inizio decennio, il presidente Giorgio Pedraneschi e il direttore generale Giambattista Pastorello, sostituiti dal neo numero uno Stefano Tanzi e da un nuovo organigramma che vide, tra gli altri, l'arrivo del diggì Riccardo Sogliano e del direttore esecutivo Michele Uva.
Un simile repulisti si riverberò anche sul versante tecnico, con l'emergente Carlo Ancelotti chiamato a raccogliere l'eredità in panchina di un altro protagonista delle precedenti e vittoriose stagioni gialloblù, Nevio Scala; per quanto riguarda invece il calciomercato, l'organico ducale venne rinforzato dagli acquisti delle punte Enrico Chiesa ed Hernán Crespo.
In campionato, pur presentandosi ai nastri di partenza con un promettente 3-0 ai danni del Napoli, la formazione patì un rendimento deficitario soprattutto in trasferta. Particolarmente pesanti furono le sconfitte rimediate contro Inter e Udinese, con i parmigiani che in entrambi i casi subirono tre gol dopo essere passati in vantaggio. Sul finire del girone di andata, il Parma risollevò tuttavia le proprie sorti con una striscia di quattro vittorie consecutive – delle quali fecero le spese, tra le altre, Milan e Juventus – svoltando al giro di boa in quarta posizione.
Spinti dai gol di Crespo, gli emiliani recuperarono terreno nella fase di ritorno. Raggiunto il secondo posto, inciamparono però contro l'Udinese, sicché le speranze di uno storico scudetto confluirono nel decisivo scontro diretto sul campo della Juventus, in programmata a due giornate dal termine: il pareggio di Torino favorì i bianconeri, che si aggiudicarono il tricolore nel turno successivo.
La squadra gialloblù concluse il campionato al secondo posto, suo miglior piazzamento di sempre nella massima categoria, che valse – con le contemporanee riforme in atto nelle competizioni UEFA – la prima qualificazione della propria storia alla Champions League.

## Divise e sponsor

Fabio Cannavaro in azione con la seconda divisa gialla nella sfida-scudetto di Torino del 18 maggio 1997

Lo sponsor tecnico per la stagione 1996-1997 fu Puma, mentre lo sponsor ufficiale fu Parmalat.
| Casa | Trasferta | Terza divisa |

## Organigramma societario
Area direttiva
- Presidente: Stefano Tanzi
- Direttore esecutivo: Michele Uva
- Direttore sportivo: Riccardo Sogliano
- Team Manager: Giorgio Bottaro
- Accompagnatori: Claudio Anzaloni, Franco Gorreri e Gianfranco Migliazzi
- Segretario: Renzo Ongaro

Area sanitaria
- Medici sociali: Massimo Manara, Luca Montagna e Quirino Zanichelli
- Massaggiatori: Claudio Bozzetti e Corrado Gatti
- Fisioterapista: Giorgio Balotta

Area tecnica
- Allenatore: Carlo Ancelotti
- Allenatore in 2ª: Giorgio Ciaschini
- Preparatore dei portieri: Villiam Vecchi
- Allenatore Primavera: Sandro Salvioni
- Preparatore atletico: Giovanni Mauri

## Rosa

Il neoacquisto Enrico Chiesa, migliore marcatore stagionale della squadra con 16 reti, in azione nella trasferta di Roma del 29 settembre 1996 con la terza divisa arancione

| N. |                      | Ruolo | Calciatore        |
| -- | -------------------- | ----- | ----------------- |
| 1  | Italia (bandiera)    | P     | Luca Bucci        |
| 2  | Italia (bandiera)    | D     | Luigi Apolloni    |
| 3  | Italia (bandiera)    | D     | Antonio Benarrivo |
| 4  | Italia (bandiera)    | D     | Enrico Morello    |
| 5  | Italia (bandiera)    | D     | Luca Pinton       |
| 6  | Francia (bandiera)   | C     | Daniel Bravo      |
| 7  | Argentina (bandiera) | D     | Néstor Sensini    |
| 8  | Italia (bandiera)    | C     | Dino Baggio       |
| 9  | Italia (bandiera)    | C     | Massimo Crippa    |
| 10 | Italia (bandiera)    | A     | Gianfranco Zola   |
| 11 | Argentina (bandiera) | A     | Hernán Crespo     |
| 12 | Italia (bandiera)    | P     | Gianluigi Buffon  |
| 13 | Brasile (bandiera)   | C     | Amaral            |
| 14 | Italia (bandiera)    | D     | Roberto Mussi     |
| 15 | Italia (bandiera)    | C     | Massimo Brambilla |

| N. |                    | Ruolo | Calciatore          |
| -- | ------------------ | ----- | ------------------- |
| 16 | Italia (bandiera)  | A     | Gianluca Triuzzi    |
| 17 | Italia (bandiera)  | D     | Fabio Cannavaro (I) |
| 18 | Italia (bandiera)  | C     | Pietro Strada       |
| 19 | Italia (bandiera)  | A     | Alessandro Melli    |
| 20 | Italia (bandiera)  | A     | Enrico Chiesa       |
| 21 | Francia (bandiera) | D     | Lilian Thuram       |
| 22 | Brasile (bandiera) | D     | Zé Maria            |
| 23 | Italia (bandiera)  | P     | Alessandro Nista    |
| 24 | Italia (bandiera)  | D     | Luca Pinton         |
| 25 | Italia (bandiera)  | C     | Simone Barone       |
| 26 | Croazia (bandiera) | C     | Mario Stanić        |
| 27 | Italia (bandiera)  | D     | Enrico Morello      |
| 31 | Francia (bandiera) | C     | Reynald Pedros      |
| 33 | Svezia (bandiera)  | C     | Tomas Brolin        |

## Risultati

### Serie A

#### Girone di andata
| Arbitro: | Messina (Bergamo) |

|                                   |           |  |
| D. Baggio 14’ Chiesa 22’ Zola 87’ | Marcatori |  |

| Piacenza 15 settembre 1996 2ª giornata | Piacenza             | 0 – 0 referto | Parma | Stadio Galleana\| Arbitro: \| Pairetto (Nichelino) \| |
| Arbitro:                               | Pairetto (Nichelino) |               |       |                                                       |

| Arbitro: | Trentalange (Torino) |

|                                            |           |                         |
| Grün 10’ (aut.) Chiesa 37’ (rig.) Zola 60’ | Marcatori | 25’ Sabău 58’ Tovalieri |

| Arbitro: | Boggi (Salerno) |

|                          |           |               |
| Protti 25’ Casiraghi 62’ | Marcatori | 66’ D. Baggio |

| Arbitro: | Collina (Viareggio) |

|  |           |           |
|  | Marcatori | 5’ Chiesa |

| Arbitro: | Borriello (Mantova) |

|            |           |                         |
| Chiesa 90’ | Marcatori | 22’ Giunti 25’ Gautieri |

| Arbitro: | Treossi (Forlì) |

|                              |           |           |
| Zamorano 6’, 54’ Zanetti 24’ | Marcatori | 1’ Crespo |

| Parma 3 novembre 1996 8ª giornata | Parma                | 0 – 0 referto | Fiorentina | Stadio Ennio Tardini\| Arbitro: \| Farina (Novi Ligure) \| |
| Arbitro:                          | Farina (Novi Ligure) |               |            |                                                            |

| Arbitro: | Ceccarini (Livorno) |

|                |           |            |
| Carparelli 32’ | Marcatori | 82’ Chiesa |

| Parma 24 novembre 1996 10ª giornata | Parma                                  | 0 – 0 referto | Roma | Stadio Ennio Tardini\| Arbitro: \| Pellegrino (Barcellona Pozzo di Gotto) \| |
| Arbitro:                            | Pellegrino (Barcellona Pozzo di Gotto) |               |      |                                                                              |

| Arbitro: | Racalbuto (Gallarate) |

|                                       |           |              |
| Apolloni 65’ (aut.) Bierhoff 81’, 90’ | Marcatori | 40’ Zé Maria |

| Parma 8 dicembre 1996 12ª giornata | Parma              | 0 – 0 referto | Atalanta | Stadio Ennio Tardini\| Arbitro: \| De Santis (Tivoli) \| |
| Arbitro:                           | De Santis (Tivoli) |               |          |                                                          |

| Arbitro: | Treossi (Forlì) |

|           |           |               |
| Maini 50’ | Marcatori | 72’ Benarrivo |

| Arbitro: | Bazzoli (Merano) |

|  |           |            |
|  | Marcatori | 45’ Stanić |

| Arbitro: | Ceccarini (Livorno) |

|           |           |  |
| Chiesa 2’ | Marcatori |  |

| Arbitro: | Messina (Bergamo) |

|  |           |            |
|  | Marcatori | 45’ Strada |

| Arbitro: | Lanese (Messina) |

|            |           |  |
| Stanić 68’ | Marcatori |  |

#### Girone di ritorno
| Arbitro: | Braschi (Prato) |

|                      |           |            |
| Pecchia 22’ Cruz 56’ | Marcatori | 31’ Chiesa |

| Arbitro: | Cesari (Genova) |

|            |           |  |
| Chiesa 58’ | Marcatori |  |

| Reggio Emilia 16 febbraio 1997 20ª giornata | Reggiana           | 0 – 0 referto | Parma | Stadio Giglio\| Arbitro: \| Rodomonti (Teramo) \| |
| Arbitro:                                    | Rodomonti (Teramo) |               |       |                                                   |

| Arbitro: | Collina (Viareggio) |

|                      |           |  |
| Stanić 3’ Chiesa 26’ | Marcatori |  |

| Arbitro: | Bettin (Padova) |

|                            |           |                    |
| Thuram 16’ Crespo 45’, 50’ | Marcatori | 73’, 89’ Tovalieri |

| Arbitro: | Pairetto (Nichelino) |

|             |           |                       |
| Goretti 11’ | Marcatori | 12’ Crespo 17’ Crippa |

| Arbitro: | Bazzoli (Merano) |

|            |           |  |
| Chiesa 22’ | Marcatori |  |

| Arbitro: | Messina (Bergamo) |

|                   |           |  |
| Thuram 34’ (aut.) | Marcatori |  |

| Arbitro: | Ceccarini (Livorno) |

|                             |           |  |
| Crespo 34’, 84’ Sensini 68’ | Marcatori |  |

| Arbitro: | Braschi (Prato) |

|  |           |            |
|  | Marcatori | 44’ Crespo |

| Arbitro: | Bolognino (Milano) |

|  |           |                                 |
|  | Marcatori | 67’ Pierini 87’ (rig.) Bierhoff |

| Arbitro: | Bazzoli (Merano) |

|             |           |                       |
| Lentini 37’ | Marcatori | 45’ Crespo 62’ Chiesa |

| Arbitro: | Rodomonti (Teramo) |

|                      |           |  |
| Crespo 16’, 56’, 60’ | Marcatori |  |

| Arbitro: | Boggi (Salerno) |

|           |           |                      |
| Chiesa 7’ | Marcatori | 71’ (rig.) Albertini |

| Arbitro: | Collina (Viareggio) |

|                       |           |                   |
| N. Amoruso 43’ (rig.) | Marcatori | 29’ (aut.) Zidane |

| Arbitro: | Treossi (Forlì) |

|            |           |  |
| Chiesa 73’ | Marcatori |  |

| Arbitro: | Pellegrino (Barcellona Pozzo di Gotto) |

|              |           |                       |
| Orlandini 6’ | Marcatori | 17’ Chiesa 63’ Crespo |

### Coppa Italia
| Arbitro: | Collina (Viareggio) |

|                                   |           |           |
| Palladini 2’, 4’ F. Giampaolo 38’ | Marcatori | 56’ Melli |

### Coppa UEFA
| Arbitro: | Bikas |

|                 |           |            |
| Chiesa 40’, 83’ | Marcatori | 77’ Gilmar |

| Arbitro: | Batta |

|                       |           |  |
| Paneira 16’ Lopes 50’ | Marcatori |  |

## Statistiche

### Statistiche di squadra
| Competizione | Punti | In casa | In casa | In casa | In casa | In casa | In casa | In trasferta | In trasferta | In trasferta | In trasferta | In trasferta | In trasferta | Totale | Totale | Totale | Totale | Totale | Totale | DR  |
| Competizione | Punti | G       | V       | N       | P       | Gf      | Gs      | G            | V            | N            | P            | Gf           | Gs           | G      | V      | N      | P      | Gf     | Gs     | DR  |
| ------------ | ----- | ------- | ------- | ------- | ------- | ------- | ------- | ------------ | ------------ | ------------ | ------------ | ------------ | ------------ | ------ | ------ | ------ | ------ | ------ | ------ | --- |
| Serie A      | 63    | 17      | 11      | 4       | 2       | 24      | 9       | 17           | 7            | 5            | 5            | 17           | 17           | 34     | 18     | 9      | 7      | 41     | 26     | +15 |
| Coppa Italia |       | -       | -       | -       | -       | -       | -       | 1            | 0            | 0            | 1            | 1            | 3            | 1      | 0      | 0      | 1      | 1      | 3      | -2  |
| Coppa UEFA   |       | 1       | 1       | 0       | 0       | 2       | 1       | 1            | 0            | 0            | 1            | 0            | 2            | 2      | 1      | 0      | 1      | 2      | 3      | -1  |
| Totale       |       | 18      | 12      | 4       | 2       | 26      | 10      | 19           | 7            | 5            | 7            | 18           | 22           | 37     | 19     | 9      | 9      | 44     | 32     | +12 |

### Statistiche dei giocatori[23]
| Giocatore        | Serie A  | Serie A | Serie A     | Serie A    | Coppa Italia | Coppa Italia | Coppa Italia | Coppa Italia | Coppa UEFA | Coppa UEFA | Coppa UEFA  | Coppa UEFA | Totale   | Totale | Totale      | Totale     |
| Giocatore        | Presenze | Reti    | Ammonizioni | Espulsioni | Presenze     | Reti         | Ammonizioni  | Espulsioni   | Presenze   | Reti       | Ammonizioni | Espulsioni | Presenze | Reti   | Ammonizioni | Espulsioni |
| ---------------- | -------- | ------- | ----------- | ---------- | ------------ | ------------ | ------------ | ------------ | ---------- | ---------- | ----------- | ---------- | -------- | ------ | ----------- | ---------- |
| Amaral           | 4        | 0       | ?           | ?          | -            | -            | -            | -            | 2          | 0          | ?           | ?          | 6        | 0      | 0+          | 0+         |
| L. Apolloni      | 8        | 0       | ?           | ?          | 1            | 0            | ?            | ?            | 1          | 0          | ?           | ?          | 10       | 0      | ?           | ?          |
| D. Baggio        | 31       | 2       | ?           | ?          | 1            | 0            | ?            | ?            | 2          | 0          | ?           | ?          | 34       | 2      | ?           | ?          |
| S. Barone        | 2        | 0       | ?           | ?          | -            | -            | -            | -            | -          | -          | -           | -          | 2        | 0      | 0+          | 0+         |
| A. Benarrivo     | 22       | 1       | ?           | ?          | 1            | 0            | ?            | ?            | 1          | 0          | ?           | ?          | 24       | 1      | ?           | ?          |
| M. Brambilla     | 9        | 0       | ?           | ?          | 1            | 0            | ?            | ?            | -          | -          | -           | -          | 10       | 0      | 0+          | 0+         |
| D. Bravo         | 24       | 0       | ?           | ?          | 1            | 0            | ?            | ?            | 2          | 0          | ?           | ?          | 27       | 0      | ?           | ?          |
| T. Brolin        | 11       | 0       | ?           | ?          | -            | -            | -            | -            | -          | -          | -           | -          | 11       | 0      | 0+          | 0+         |
| L. Bucci         | 7        | -9      | ?           | ?          | 1            | -3           | ?            | ?            | 1          | -1         | ?           | ?          | 9        | -13    | ?           | ?          |
| G. Buffon        | 27       | -17     | ?           | ?          | -            | -            | -            | -            | 1          | -2         | ?           | ?          | 28       | -19    | 0+          | 0+         |
| F. Cannavaro (I) | 27       | 0       | ?           | ?          | 1            | 0            | ?            | ?            | 2          | 0          | ?           | ?          | 30       | 0      | ?           | ?          |
| E. Chiesa        | 29       | 14      | ?           | ?          | -            | -            | -            | -            | 2          | 2          | ?           | ?          | 31       | 16     | 0+          | 0+         |
| H. Crespo        | 27       | 12      | ?           | ?          | 1            | 0            | ?            | ?            | -          | -          | -           | -          | 28       | 12     | 0+          | 0+         |
| M. Crippa        | 28       | 1       | ?           | ?          | 1            | 0            | ?            | ?            | 2          | 0          | ?           | ?          | 31       | 1      | ?           | ?          |
| A. Melli         | 18       | 0       | ?           | ?          | 1            | 1            | ?            | ?            | 2          | 0          | ?           | ?          | 21       | 1      | ?           | ?          |
| E. Morello       | 1        | 0       | ?           | ?          | -            | -            | -            | -            | -          | -          | -           | -          | 1        | 0      | 0+          | 0+         |
| R. Mussi         | 28       | 0       | ?           | ?          | 1            | 0            | ?            | ?            | 2          | 0          | ?           | ?          | 31       | 0      | ?           | ?          |
| R. Pedros        | 4        | 0       | ?           | ?          | -            | -            | -            | -            | -          | -          | -           | -          | 4        | 0      | 0+          | 0+         |
| L. Pinton        | 1        | 0       | ?           | ?          | -            | -            | -            | -            | -          | -          | -           | -          | 1        | 0      | 0+          | 0+         |
| N. Sensini       | 31       | 1       | ?           | ?          | -            | -            | -            | -            | 2          | 0          | ?           | ?          | 33       | 1      | 0+          | 0+         |
| M. Stanić        | 13       | 3       | ?           | ?          | -            | -            | -            | -            | -          | -          | -           | -          | 13       | 3      | 0+          | 0+         |
| L. Thuram        | 34       | 1       | ?           | ?          | 1            | 0            | ?            | ?            | 2          | 0          | ?           | ?          | 37       | 1      | ?           | ?          |
| G. Triuzzi       | 2        | 0       | ?           | ?          | -            | -            | -            | -            | -          | -          | -           | -          | 2        | 0      | 0+          | 0+         |
| Zé Maria         | 25       | 1       | ?           | ?          | -            | -            | -            | -            | -          | -          | -           | -          | 25       | 1      | 0+          | 0+         |
| G. Zola          | 8        | 2       | ?           | ?          | 1            | 0            | ?            | ?            | 2          | 0          | ?           | ?          | 11       | 2      | ?           | ?          |